# Yako
Yako est une ville et le chef-lieu du département de Yako dans la province du Passoré de la région Nord au Burkina Faso. Situé à 109 kilomètres de la capitale Ouagadougou, Yako est peuplé de 22 685 habitants en 2006, un chiffre en constante augmentation[réf. souhaitée].

## Géographie
La ville est située à l'entrée du Sahel, ce qui explique son climat chaud. Situé sur la route nationale 2 reliant Ouagadougou au Mali en passant par Ouahigouya et la route nationale 13, Yako est une ville de passage où transitent marchandises et voyageurs.

## Démographie
La ville est divisée en sept secteurs pour un total de 22 685 habitants en 2006 :
- Secteur 1, 1 964 habitants
- Secteur 2, 5 244 habitants
- Secteur 3, 2 616 habitants
- Secteur 4, 4 607 habitants
- Secteur 5, 3 043 habitants
- Secteur 6, 3 480 habitants
- Secteur 7, 1 731 habitants

Une part croissante de Yakolais et Yakolaises se tourne depuis quelque temps vers les mines d’or et de manganèse qui se sont ouvertes non loin de la ville. Les conditions de vie sur place sont extrêmement difficiles mais les salaires proposés relativement attractifs comparés aux revenus d’un marchand ambulant ou d’un paysan. Cet « exode » vers les mines a provoqué la fermeture de petites boutiques. D’un point de vue sanitaire, le manque d’hygiène sur les mines a fait augmenter les maladies sexuellement transmissibles et les maladies respiratoires. De la drogue s’est également répandue via ces nouveaux lieux de travail.

## Administration

### Liste des maires de la ville
Le maire du département et commune rurale de Yako est Kouka Edouard Nanema[Quand ?][réf. nécessaire].

### Jumelages
- La Courneuve (France)
- Vouillé (Vienne) (France)

## Économie

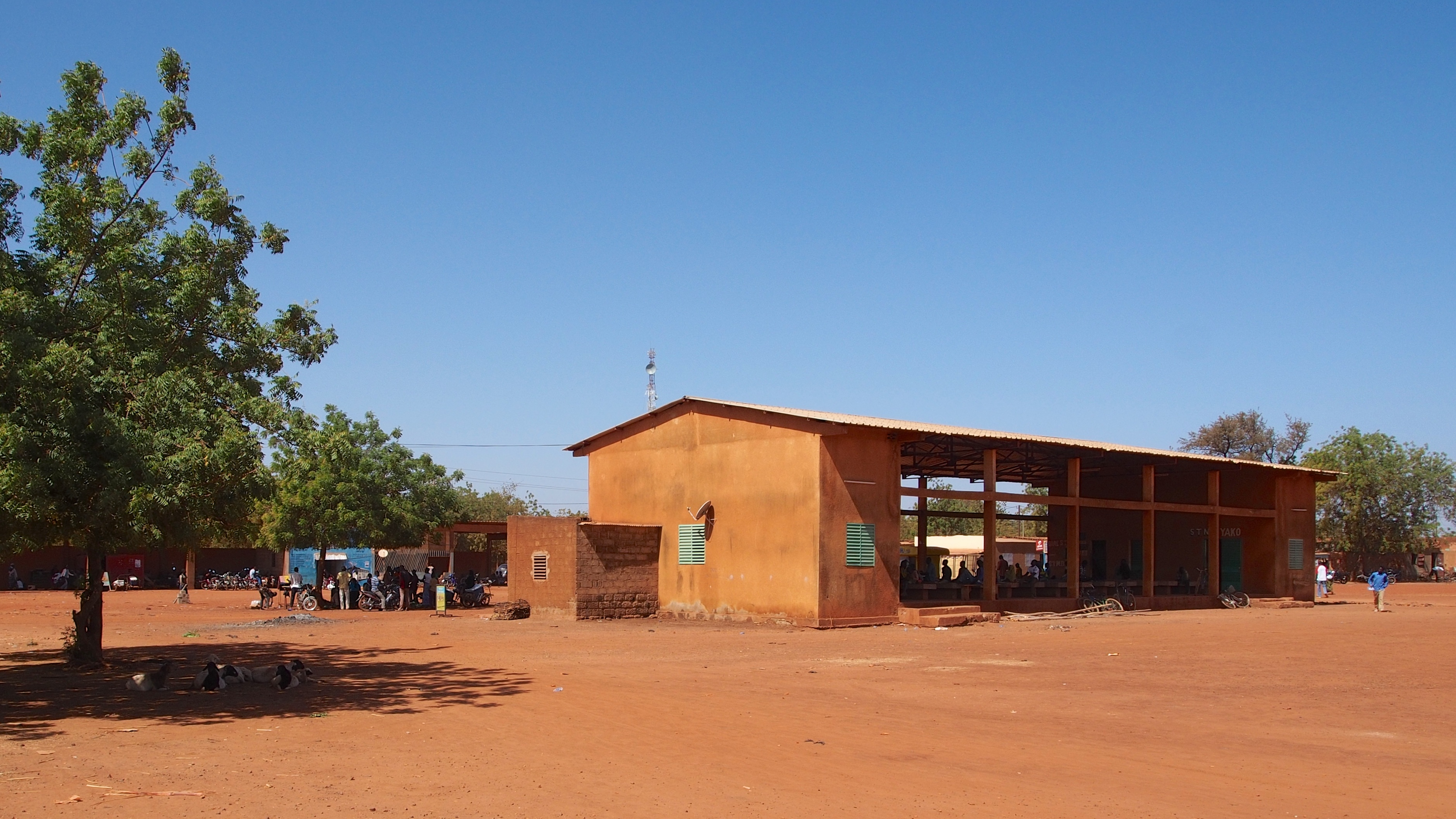
La gare routière de Yako

Le barrage Oumarou-Kanazoé est situé à 25 km de Yako, ce qui permet une bonne irrigation des cultures alentour et de la pêche, dont les marchandises approvisionnent le marché de Yako (tomates, oignons, poissons principalement).
Une partie de l’économie est donc concentrée autour de la gare, où s’arrêtent des bus de voyageurs et où des marchands ambulants vendent des poulets, de l’eau, des jus, des cigarettes etc. Le deuxième centre d’activité est le marché de Yako qui a lieu tous les trois jours. Enfin, les bords de la grande route, appelée aussi «le goudron», sont parsemés d’échoppes qui vivent des clients qui s’arrêtent à Yako faire une halte. Grâce à l'ouverture en 1998 du barrage de Toécé situé dans le département de Gomponsom, une activité de production maraîchère se développe avec un évènement : le Salon de la tomate, lié à l'importante production autour du village proche de Pougyango.

## Santé et éducation
Yako accueille trois centres de santé et de promotion sociale (CSPS) – dans les secteurs 4, 5 et 6 – ainsi que le centre médical avec antenne chirurgicale (CMA) de la province.
La ville accueille plusieurs écoles primaires publiques ainsi que le lycée provincial de Yako.

## Culture et patrimoine
Une bibliothèque située près de la sortie de la ville vers Ouahigouya propose des ouvrages en français. Elle est soutenue par l'association de la francophonie.

## Personnalités liées à la ville
Yako est la ville de naissance de l'ancien président Thomas Sankara. Elle est aussi la ville de nombreuses personnalités politiques ou hommes d'affaires du Burkina Faso :
- Oumarou Kanazoé, homme d'affaires burkinabé
- Filippe Savadogo, homme politique et diplomate burkinabè.
- Isaac Zida, chef de l'état puis premier ministre burkinabé.